# Cerkev Setkání Páně (Kožany)
Cerkev Setkání Páně v Kožanech je dřevěná řeckokatolická filiální cerkev postavená v roce 1760 v Kožanech. Patří do farnosti Beloveža, děkanátu Bardejov v Prešovské archieparchii Slovenské řeckokatolické církve. Od roku 1968 je chráněna jako národní kulturní památka Slovenské republiky.

## Historie
Doba, kdy byla cerkev postavena, není přesně známa. Pravděpodobně vznikla roku 1698, i když někteří badatelé předpokládají pozdější datum, druhou polovinu 18. století. Po roce 1945 byla mimo jiné restaurována, v letech 1969-71 byla obnovena polychromie a naposledy byla renovována v roce 2004.

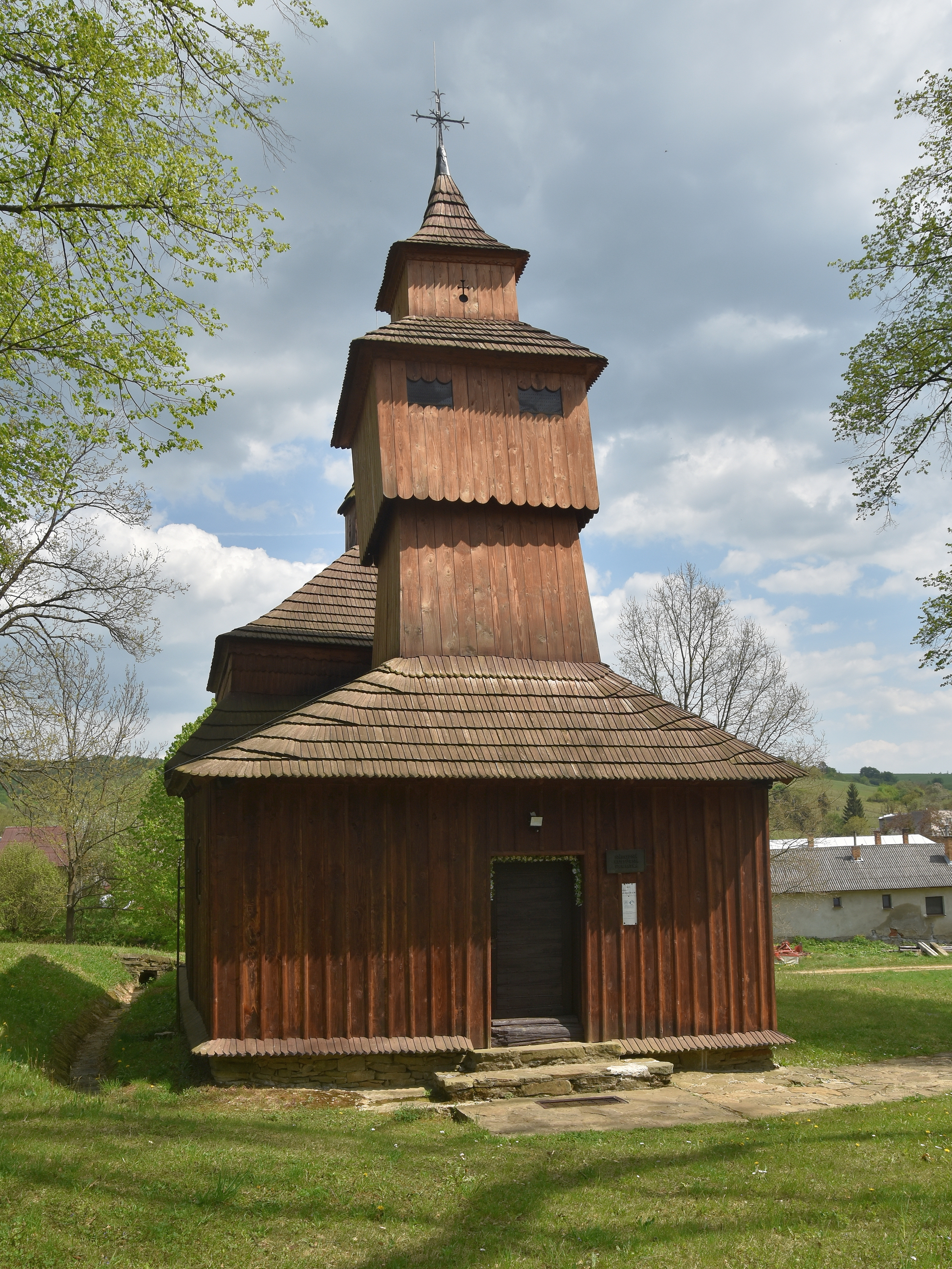
Přední průčelí
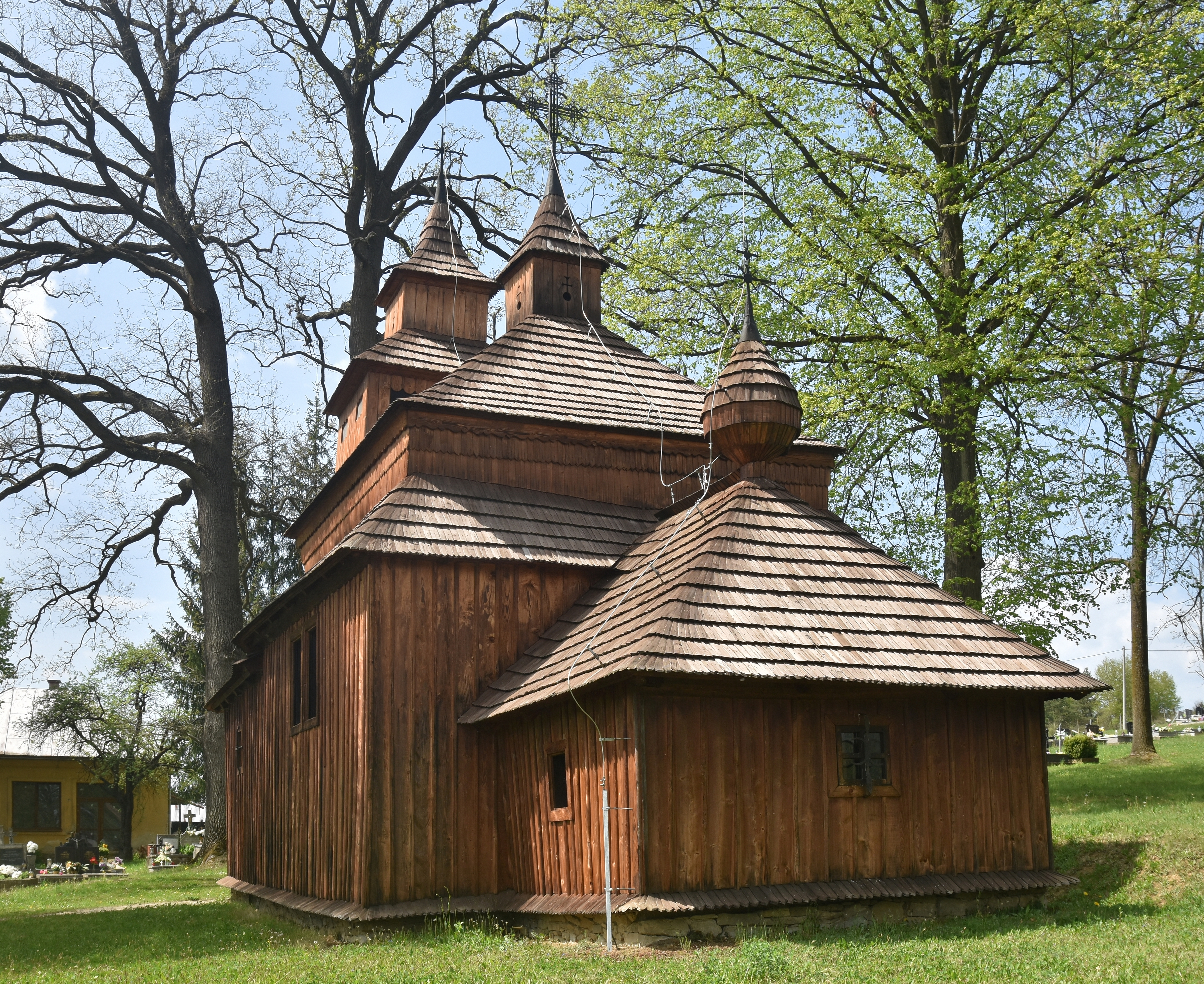
Pohled na kněžiště
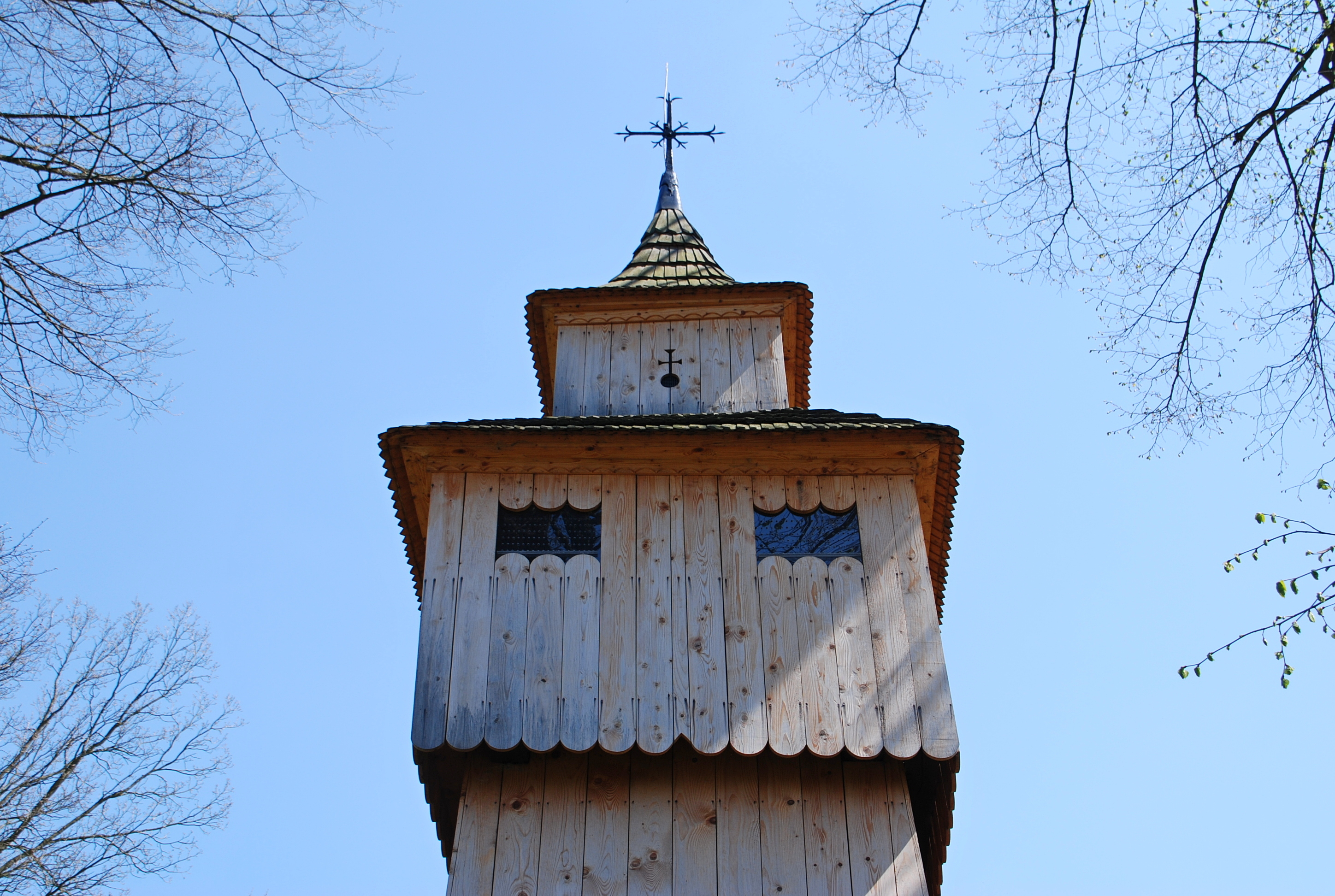
Věž

## Architektura a vybavení
Jedná se o orientovanou dvoupatrovou budovu s dřevěnou konstrukcí.. Kněžiště je nevelké, menší než loď, čtvercového půdorysu, pravoúhle uzavřené. Chybí samostatný srub. Loď je širší, obdélná, na její západní straně je šikmá pilířová a rámová věž s kněžištěm. Na věži jsou zvony, jeden z nich, datovaný rokem 1406, patří k nejstarším na východním Slovensku. Nad presbytářem je trojitá sedlová střecha, nad lodí lomená stanová střecha. Střechy jsou kryté šindelem, stěny prkenné.
Uvnitř jsou roubené kopule v lodi a kněžišti. Interiér lodi a kněžiště je zdoben figurální a ornamentální polychromií z roku 1797. Dekorativní kartuše zobrazují biblické výjevy a postavy světců. Na východní stěně svatostánku je vyobrazen Kristus s křížem a anděly, na jižní stěně Péče o Pannu Marii. V lodi pak Ukřižování, výjevy ze života Adama a Evy a obrazy apoštolů. Malířskou výzdobu kopule tvoří zobrazení korunovace Panny Marie, čtyř evangelistů a tří hierarchů.

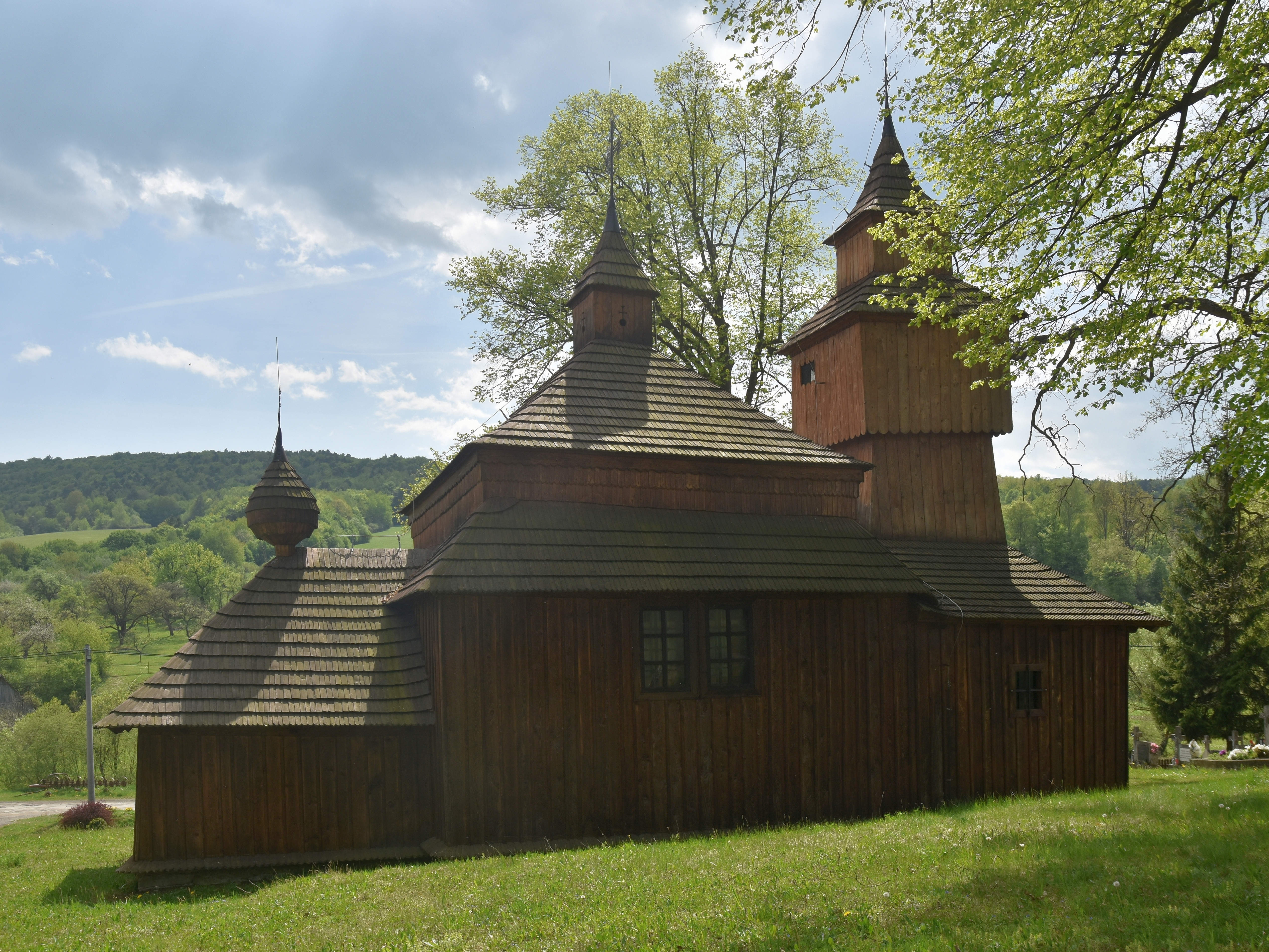
Severní průčelí
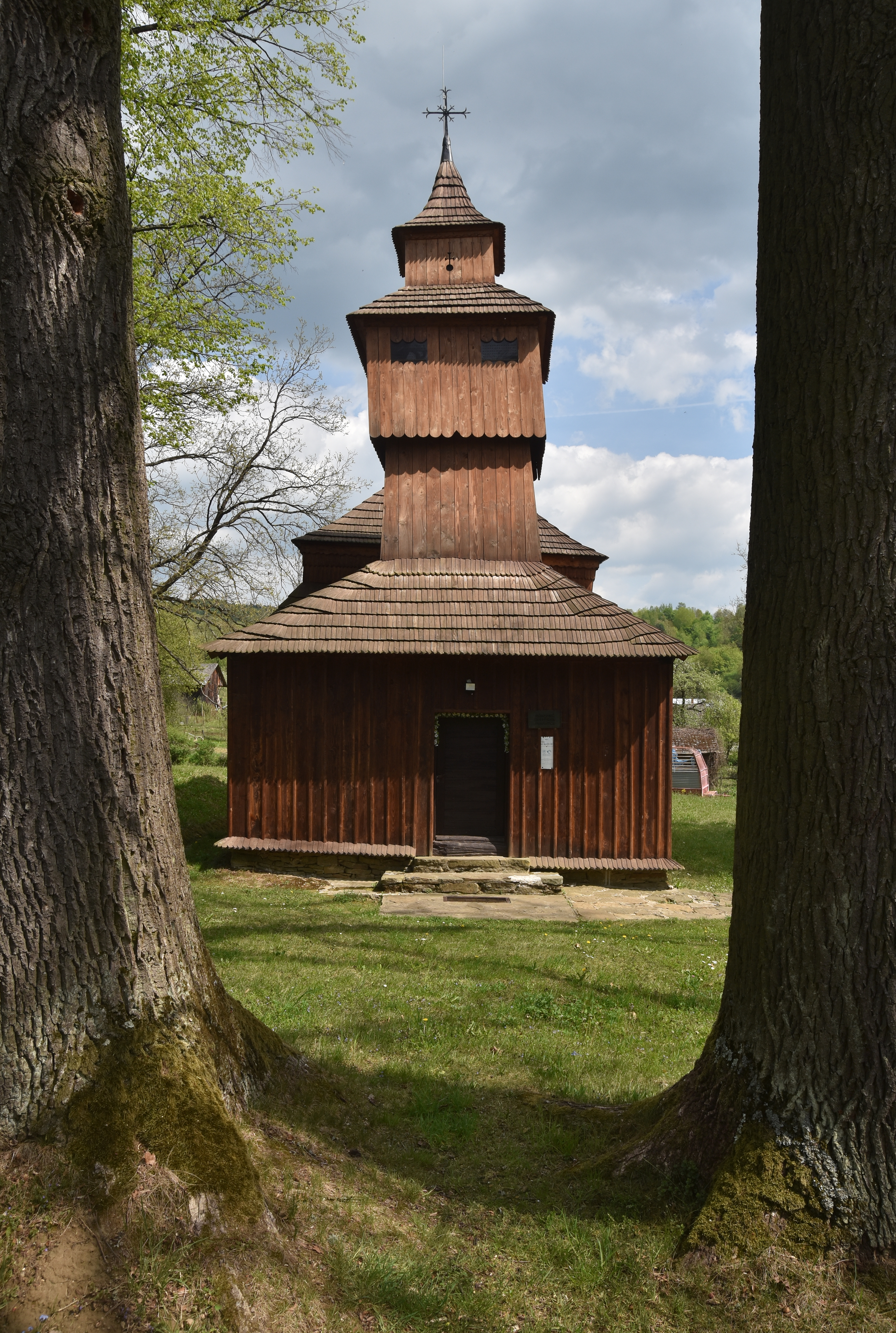
Okolí
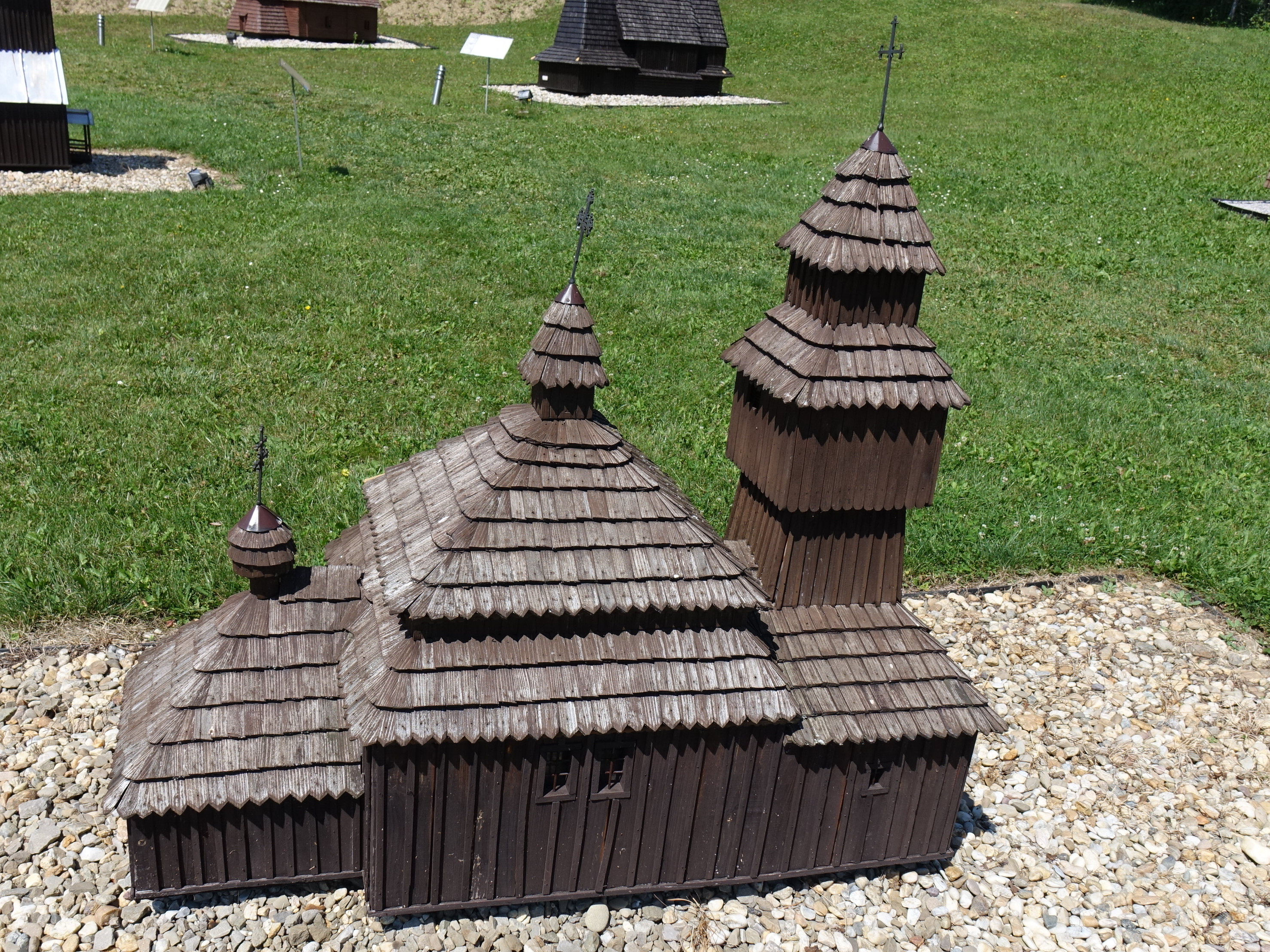
Replika v miniskanzenu Ľutina

Ikonostas s neobvyklým uspořádáním tvoří ikony z různých období. Nejstarší jsou malby na predele pod ikonami Krista Pantokratora a Setkání Páně ze 17. století.
Fundátorem polychromie byl Adam Čajka a některých ikon ikonostasu Ignác Čajka.